# 18059 Кавальєрі
18059 Кавальєрі (18059 Cavalieri) — астероїд головного поясу, відкритий 15 грудня 1999 року.
Тіссеранів параметр щодо Юпітера — 3,350.